# Cyklotid
Cyklotider (engelska cyclotides) är en grupp makrocykliska proteiner som bland annat finns i svenska violer (luktviol, åkerviol med flera). Cyklotiderna har visat sig ha selektiv effekt mot vissa typer av cancer (cellinjer). Forskare vid Avdelningen för farmakognosi vid Uppsala universitet  har sedan 1996 studerat dess proteiner och försökt undersöka möjligheterna att använda dess cyklotider som cancerläkemedel. Bland annat försöker man ta reda på den verkningsmekanism genom vilken cyklotiderna dödar en cancercell.